# Cissus verticillata
Espèce
Classification phylogénétique
Cissus verticillata, appelée liane molle ou liane a de l'eau aux Antilles françaises ou liane brûlante aux Saintes, est une liane de la famille des Vitaceae, à tiges assez succulentes, originaire des Antilles, du Mexique, d'Amérique centrale et du nord de l'Amérique du Sud.

## Description
La liane molle est une liane à tiges un peu succulentes, glabres et à vrilles grêles. Elle peut s'élever sur des arbres de grande taille.
Les feuilles sont simples, alternes, largement ovales, luisantes, vert clair, charnues, de 4-11 × 3-9 cm, à base tronquée ou cordée, à marge serretée.
Les inflorescences ombelliformes, souvent rougeâtres, portent de petites fleurs jaune-verdâtre à rouges, à 4 pétales triangulaires de 2 mm. La floraison a lieu de juin à septembre.
Le fruit est une baie subglobulaire, noire à maturité, de 5-7 mm qui est consommée par les oiseaux.

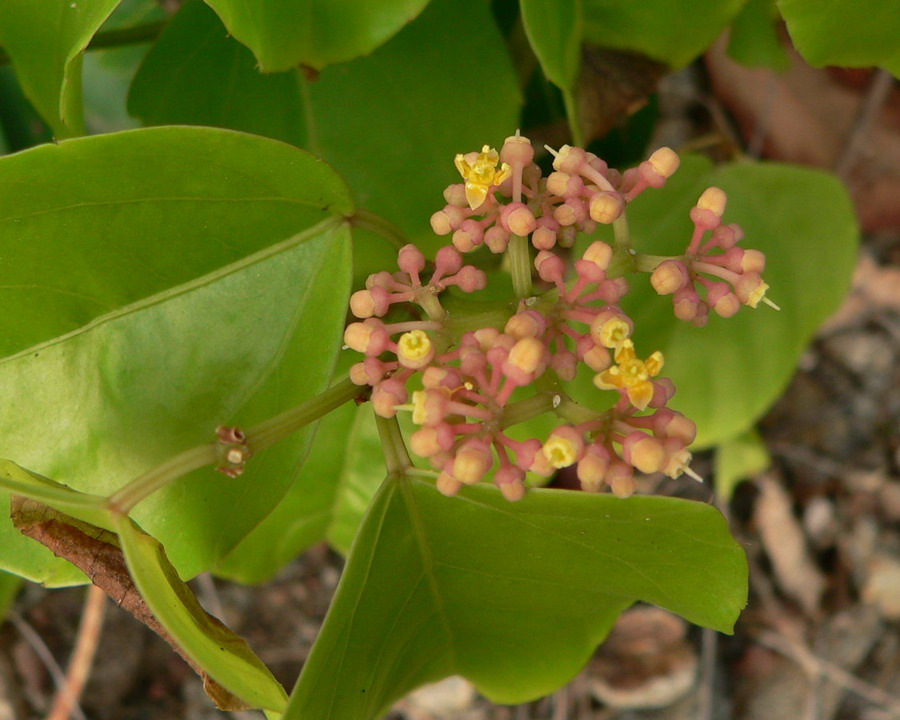
Inflorescence de Cissus verticillata, Guadeloupe

## Écologie
Ce Cissus est réparti du sud de la Floride, au Mexique, Amérique centrale, Antilles, nord de l'Amérique du Sud.
Elle pousse dans les forêts xéro-mésophiles. Elle est assez commune aux Antilles françaises.

## Composition
Il a été extrait des feuilles : de la tyramine, des glycosides de coumarine, deux flavonoïdes et deux stéroïdes. De la fraction aqueuse, il a été extrait de la lutéonine, du kaempférol.

## Utilisations
Aux Antilles, la tige de la liane molle, débarrassée de son écorce, servait à confectionner de solides liens.
On tirait de "l'eau" des jeunes tiges aqueuses pour apaiser la soif des fiévreux.
Les bourgeons entrent dans la composition de sirops contre les maux d'estomac.
Au Brésil, Cissus verticillata est couramment utilisé pour le traitement du diabète. Il a été montré que l'administration de la fraction extraite au méthanol des feuilles à des rats diabétiques diminue leur taux de glucose. Cet effet pourrait être dû à la présence de tyramine  dans les feuilles.

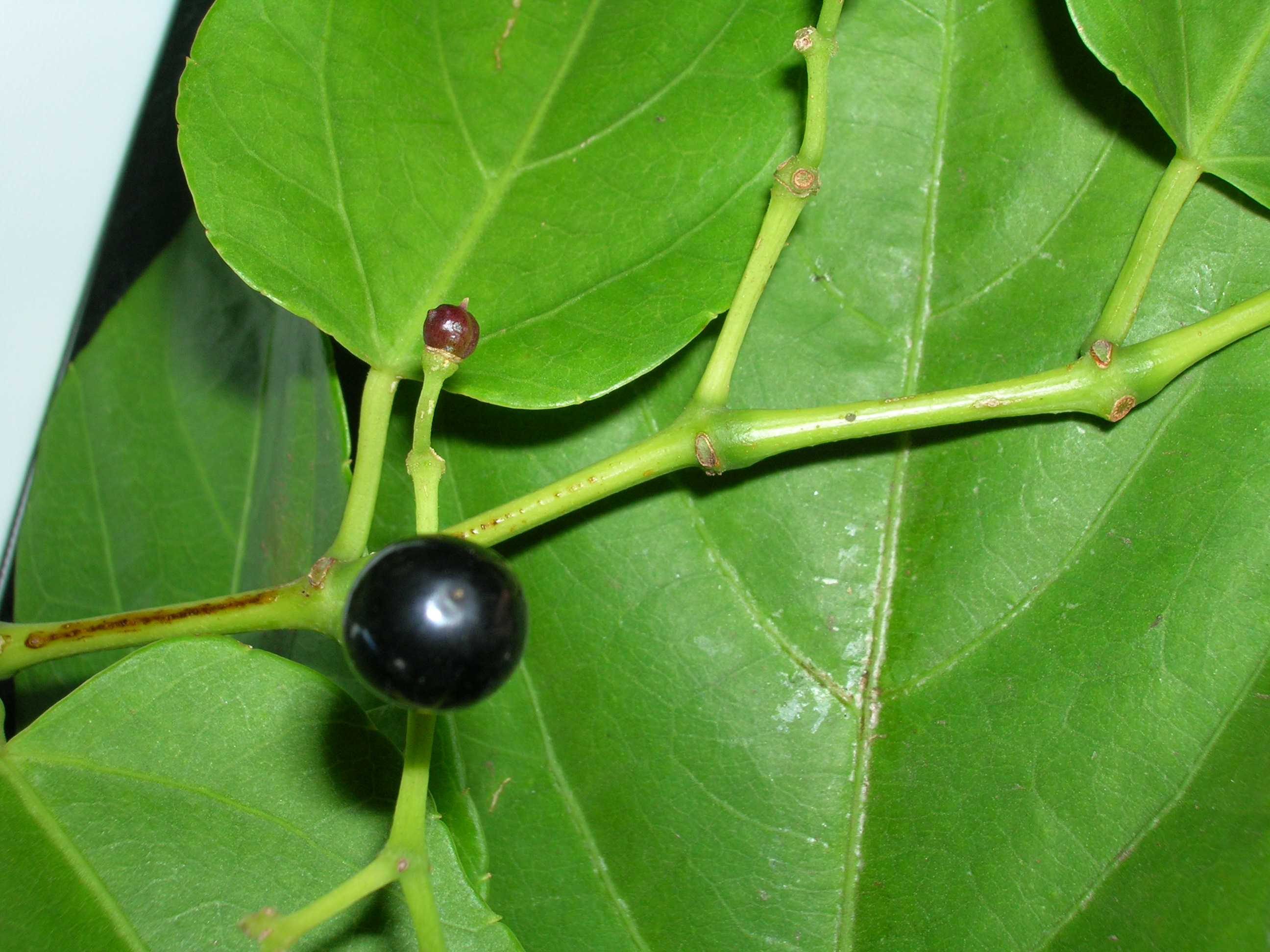
Fruit
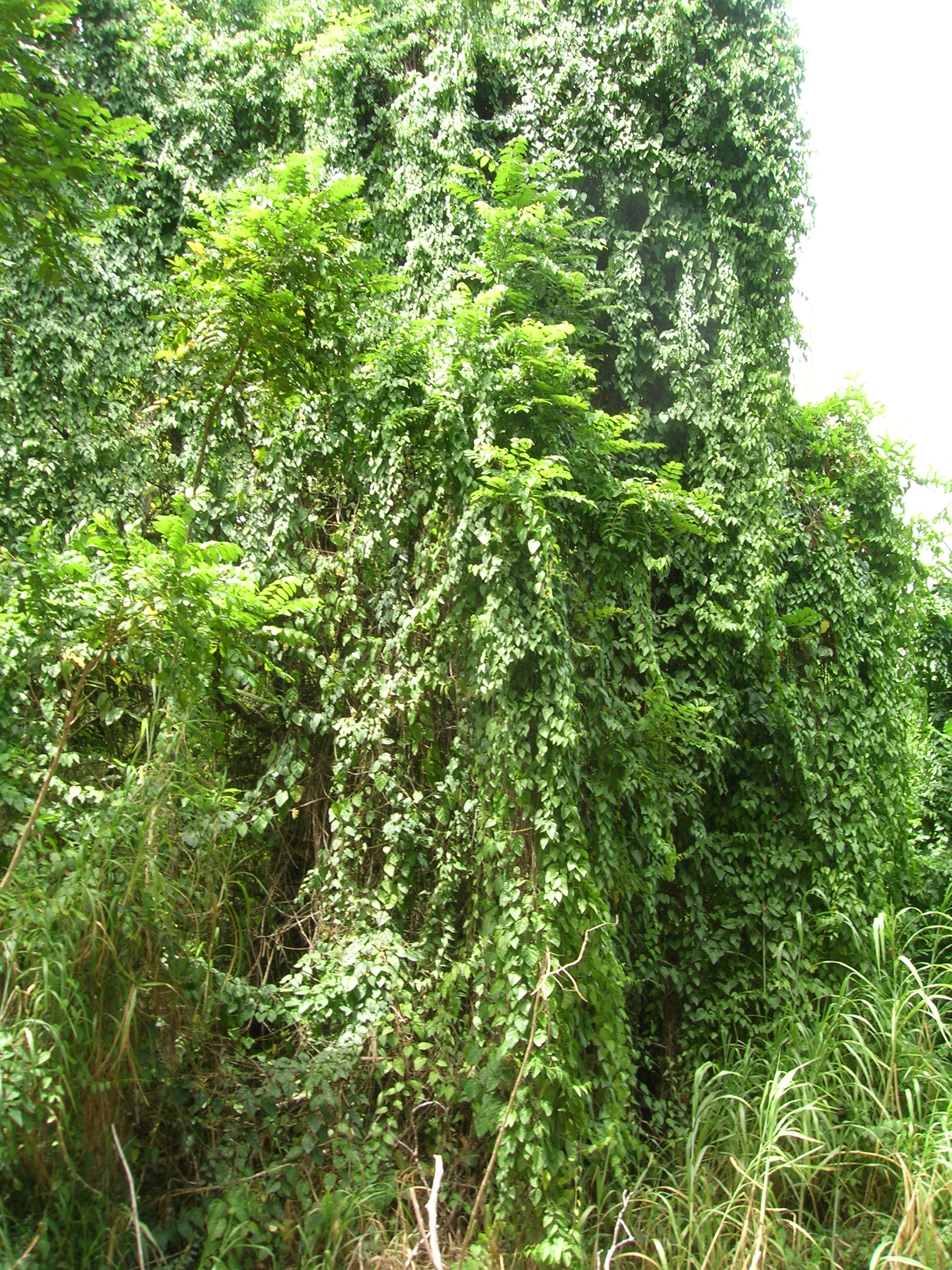
Liane molle, Hawaii